# Creepshow
Creepshow és una pel·lícula de terror estatunidenca de 1982, dirigida per George A. Romero i escrita per Stephen King. Va ser protagonitzada per Ted Danson, Leslie Nielsen, Stephen King, Hal Holbrook, I.G. Marshall, Gaylen Ross, Adrienne Barbeau i Ed Harris. Els efectes especials van estar a càrrec de Tom Savini.
La cinta està formada per cinc curtmetratges de terror: "Father's Day", "The Lonesome Death of Jordy Verrill", "Something to Tide You Over", "The Crate" i "They're Creeping Up On You!". Dues d'aquestes històries, "The Crate" i "The Lonesome Death of Jordy Verrill" (originalment titulada "Weeds"), van ser adaptades de dos contes de Stephen King. Les escenes són unides mitjançant seqüències animades. La pel·lícula conté una història central, que mostra a un nen que és castigat pel seu pare per llegir còmics de terror. La pel·lícula és un homenatge als còmics dels anys 50 de EC Comics com a Contes de la cripta, The Vault of Horror i The Haunt of Fear.
Ha estat doblada al català.

## Argument
Un nen anomenat Billy (Joe King) és castigat pel seu pare (Tom Atkins) per llegir un còmic de terror titulat Creepshow. El seu pare llança el còmic a les escombraries i amenaça al seu fill amb copejar-ho si torna a llegir aquest tipus d'històries. Mentre Billy està a la seva habitació maleint al seu pare, una figura fantasmal apareix fora de la seva finestra, fent-li senyals perquè s'apropi. Les històries que es mostren en la pel·lícula coincideixen amb les que contenia el còmic que va ser llançat a les escombraries.
- Father's Day: Set anys enrere, un milionari anomenat Nathan Grantham (Jon Lormer) va ser assassinat en el dia del pare per la seva filla Bedelia (Viveca Lindfors), que el va colpejar amb un cendrer de ceràmica. L'assassinat va ser a manera de venjança tan bon punt Grantham matés a la parella de Bedelia en el que aparentment va ser un accident de caça. Cada any, Bedelia visita la casa del seu pare mort, on sopa amb els seus familiars. No obstant això, la història mostra com el present any el cadàver de Grantham cobra vida i es venja de la seva filla assassinant-la al costat dels parents que estan al lloc.

- The Lonesome Death of Jordy Verrill: Un camperol anomenat Jordy Verrill (Stephen King) veu com un meteorit cau en la seva granja. Verrill decideix vendre el meteorit per pagar la seva hipoteca, però en tirar-li aigua es parteix per la meitat. En tocar la superfície del meteorit, el cos del camperol comença lentament a cobrir-se de vegetació, igual que la seva granja. Al no resistir la picor, Verrill es fica a una tina amb aigua, la qual cosa accelera el procés de creixement de la vegetació. Sense saber què fer, el camperol acaba disparant-se en el cap amb una escopeta.

- Something to Tide You Over: Richard Vickers (Leslie Nielsen) descobreix que la seva esposa Becky (Gaylen Ross) li és infidel amb un altre home, anomenat Harry Wentworth (Ted Danson). Richard els enterra a la platja fins al coll perquè morin ofegats quan pugi la marea, instal·lant a més càmeres de circuit tancat per veure'ls morir des de la seva casa. No obstant això, els fantasmes de la seva difunta esposa i el seu amant el castiguen de la mateixa manera, enterrant-lo fins al coll. En l'escena final es pot veure a Richard rient histèricament i cridant: "Puc aguantar la respiració per molt temps".

- The Crate: Un conserge anomenat Mike (Don Keefer) troba una caixa en el soterrani de la universitat on treballa. Sense saber què fer, el conserge contacta amb el professor Dexter Stanley (Fritz Weaver) perquè l'ajudi a obrir-la. En obrir la caixa, tots dos descobreixen que conté una letal criatura, que assassina al conserge i a un estudiant. Desesperat, Stanley visita al seu amic Henry Northrup (Hal Holbrook). Després d'escoltar la història, Northrup veu a la criatura com una oportunitat de desfer-se de la seva esposa Wilma (Adrienne Barbeau). Després d'enganyar a la seva esposa perquè vagi a la universitat, Northrup aconsegueix que la criatura l'ataqui i assassini, llançant posteriorment la caixa amb la criatura al mar. L'última escena mostra com la criatura s'allibera de la caixa després de ser llançada al mar.

- They're Creeping Up on You!: Upson Pratt (I.G. Marshall) és un cruel home de negocis que la seva misofobia l'ha obligat a viure en un apartament hermèticament segellat. Pratt rep la trucada telefònica de l'esposa d'un dels seus empleats, que es va suïcidar a causa dels maltractaments de l'home de negocis. Ell no li presta més importància, i fins i tot es burla de l'empleat mort, per la qual cosa la dona el maleeix i li desitja la mort. Posteriorment es produeix una apagada, i el departament de Pratt s'omple de paneroles. Desesperat, Pratt es tanca en una habitació, la qual també estava plena d'insectes. Sense poder escapar, l'home és assassinat per les paneroles.

La pel·lícula acaba amb el pare del nen sofrint dolors a causa d'un ninot vudú, ordenat pel nen mitjançant la revista.

## Repartiment
| - Joe Hill: Billy - Iva Jean Saraceni: MAre de Billy - Tom Atkins (no surt als crèdits): Stan - Marty Schiff: Garbageman #1 - Tom Savini: Garbageman #2 | - Jon Lormer: Nathan Grantham - Viveca Lindfors: Bedelia Grantham - Elizabeth Regan: Cass Blaine - Warner Shook: Richard Grantham - Ed Harris: Hank Blaine - Carrie Nye: Sylvia Grantham - Peter Messer: Yarbro - John Amplas: Undead Nathan - Nann Mogg: Mrs. Danvers | - Stephen King: Jordy Verrill - Bingo O'Malley: pare de Jordy i Doctor |

| - Leslie Nielsen: Richard Vickers - Gaylen Ross: Becky Vickers - Ted Danson: Harry Wentworth | - Hal Holbrook: Henry Northup - Adrienne Barbeau: Wilma "Billie" Northup - Fritz Weaver: Dexter Stanley - Don Keefer: Mike - Robert Harper: Charlie Gereson - Chuck Aber: Richard Raymond - Christine Forrest: Tabitha Raymond - David Garrison (no surt als crèdits) | - E. G. Marshall: Upson Pratt - David Early: White - Gwen Verdon (no surt als crèdits): Veu de Lenora Castonmeyer - Mark Tierno: Veu Carl Reynolds |

## Estrena
La pel·lícula va ser estrenada el 12 de novembre de 1982 als Estats Units. Durant el seu primer cap de setmana va recaptar més de 5,8 milions de dòlars en aquell país, aconseguint el primer lloc de la taquilla. Creepshow va aconseguir una recaptació total de 21.028.755 dòlars als Estats Units.

### Rebuda
Creepshow va obtenir comentaris diversos per part de la crítica cinematogràfica. La pel·lícula té un 67% de comentaris positius en el lloc web Rotten Tomatoes, basat en un total de 27 ressenyes. Roger Ebert li va donar a la pel·lícula tres de quatre estrelles, i va sostenir que "Romero i King han realitzat aquesta pel·lícula amb humor i afecte, fins i tot amb una apreciació per allò que és macabre". En la seva ressenya per a The New York Times, Vincent Canby va escriure: "el millor de Creepshow és la seva acuradament simulada adhesivitat d'historieta i l'entusiasme amb el qual alguns bons actors assumeixen posicions ridícules".